# Percy Jackson & the Olympians: The Ultimate Guide
Percy Jackson & the Olympians: The Ultimate Guide (Nos Estados Unidos, Percy Jackson & os Olimpianos: O Guia Definitivo) é um livro associado à saga Percy Jackson & the Olympians, produzido pela Disney Hyperion. Foi lançado em Janeiro de 2010 nos EUA e no Brasil, foi lançado em 19 de Novembro de 2012 pela Editora Intrínseca.

## Sinopse
Vida de semideus não é fácil! Combater monstros, decifrar profecias e lançar-se em perigosas jornadas para salvar o mundo são tarefas rotineiras, e um herói não pode vacilar. Afinal, nunca se sabe quando o mundo estará em perigo.
Colorido, com fotos, mapas e ilustrações, o Guia definitivo mostra como descobrir quem é seu pai ou mãe divino, como detectar um sátiro e quais são os dez sinais de que talvez você seja um meio-sangue, além de informações sobre os personagens, as criaturas mitológicas — deuses, espíritos e monstros — e os lugares lendários que todo herói precisa saber de cor.

## Capa
Na edição estadunidense, a capa do livro contém um holograma, tal que quando se olha de um jeito, se vê imagens de Percy Jackson, Poseidon, Ares e Zeus. Quando se olha de outra maneira, vê-se Kampe, Morfeu, Grover Underwood e Atena. 
Na edição brasileira, a capa contém as imagens de Percy Jackson, Poseidon, Ares e Zeus na frente, e Kampe,Morfeu, Grover Underwood e Atena na parte de trás

## Críticas
O Globo:
"Riordan se tornou o nome da vez na literatura juvenil."